# Clavelina obesa
Clavelina obesa is een zakpijpensoort uit de familie van de Clavelinidae. De wetenschappelijke naam van de soort is voor het eerst geldig gepubliceerd in 1976 door Nishikawa & Tokioka.